# Alois Schwarz
Alois Schwarz (Hollenthon, 14 giugno 1952) è un vescovo cattolico austriaco, dal 17 maggio 2018 vescovo di Sankt Pölten.

## Biografia
Monsignor Alois Schwarz nasce ad Hollenthon il 14 giugno 1952; dopo gli studi filosofici e teologici viene ordinato sacerdote il 29 giugno 1976 per mano del cardinale Franz König. Assistente presso l'Istituto di Pastorale e Kerigmatica all'Università di Vienna e prefetto degli studi al seminario maggiore è successivamente nominato direttore dell'Ufficio Pastorale dell'arcidiocesi e canonico del capitolo metropolitano. Prima della nomina episcopale è, inoltre, presidente dei direttori degli uffici pastorali austriaci e presidente della Commissione Pastorale e dell'Istituto Pastorale nazionale. Il 27 dicembre 1996 papa Giovanni Paolo II lo nomina vescovo titolare di Matara di Numidia ed ausiliare di Vienna. Riceve l'ordinazione episcopale per mano dell'arcivescovo di Vienna Christoph Schönborn, co-consacranti i vescovi Johann Weber e Helmut Krätzl. Il 22 maggio 2001 lo stesso papa Giovanni Paolo II lo promuove alla sede di Gurk. Il 17 maggio 2018 papa Francesco lo trasferisce alla sede di Sankt Pölten.

## Genealogia episcopale
La genealogia episcopale è:
- Cardinale Scipione Rebiba
- Cardinale Giulio Antonio Santori
- Cardinale Girolamo Bernerio, O.P.
- Arcivescovo Galeazzo Sanvitale
- Cardinale Ludovico Ludovisi
- Cardinale Luigi Caetani
- Cardinale Ulderico Carpegna
- Cardinale Paluzzo Paluzzi Altieri degli Albertoni
- Papa Benedetto XIII
- Papa Benedetto XIV
- Papa Clemente XIII
- Cardinale Bernardino Giraud
- Cardinale Alessandro Mattei
- Cardinale Pietro Francesco Galleffi
- Cardinale Giacomo Filippo Fransoni
- Cardinale Carlo Sacconi
- Cardinale Edward Henry Howard
- Cardinale Mariano Rampolla del Tindaro
- Cardinale Rafael Merry del Val
- Cardinale Raffaele Scapinelli di Leguigno
- Cardinale Friedrich Gustav Piffl
- Vescovo Michael Memelauer
- Cardinale Franz König
- Cardinale Hans Hermann Groër, O.S.B.
- Cardinale Christoph Schönborn, O.P.
- Vescovo Alois Schwatz